# کهکشان دنباله‌دار
کهکشان دنباله‌دار (به انگلیسی: Comet Galaxy) یک کهکشان مارپیچی و حدود ۳٫۲ میلیارد سال نوری با زمین دارد. کهکشان دنباله‌دار در خوشهٔ کهکشانی آبل ۲۶۶۷ قرار گرفته و تلسکوپ فضایی هابل در ۲ مارس ۲۰۰۷ آن را کشف کرد. این کهکشان کمی از کهکشان راه‌شیری پرحجم‌تر است.